# Électrorétinographie

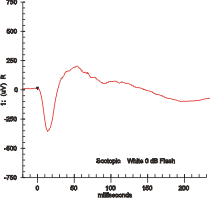
Tracé d'un électrorétinogramme.

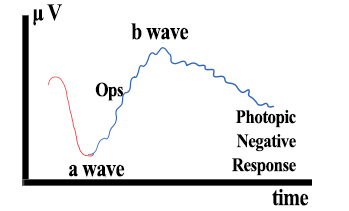
électrophysiologie

 (septembre 2012).
Pour les articles homonymes, voir ERG.
L'électrorétinographie (ERG) est un examen électrophysiologique. Il est réalisé dans des services spécialisés de neurophysiologie clinique ou en ophtalmologie et permet de diagnostiquer certaines anomalies de la rétine. Il est réalisé grâce à un électrorétinographe et donne un électrorétinogramme.

## Principe
La rétine permet la phototransduction. Elle est composée de cellules spécialisées dans la photoréception : cellules en bâtonnet et cellules en cône. Elles absorbent la lumière et convertissent l’énergie lumineuse  en énergie électrique, grâce à des perturbations cellulaires. La rétine est capable de travailler avec de la lumière faible (vision scotopique) grâce aux bâtonnets et en haute lumière (vision photopique) grâce aux cônes. De plus, il existe une autre différence entre les deux types de photorécepteurs : les cônes sont sensibles aux différentes couleurs, alors que les bâtonnets ne le sont qu’au noir et au blanc (en niveaux de gris).
L’électrorétinographie analyse la réponse électrique de la rétine à une stimulation lumineuse. Elle permet de distinguer, au moyen de lumières d'intensités et de couleurs différentes, l'activité des cônes, de celle des bâtonnets. Ainsi, les cônes seront plutôt stimulés par les fortes intensités et la couleur rouge, tandis que les bâtonnets seront activés par les faibles intensités et la couleur bleu.
Un tracé est obtenu, l'électrorétinogramme (ERG). Les informations électriques sont recueillies par l'intermédiaire d'électrodes placées sur la cornée et, au rebord de l'orbite, sur la peau. Des verres de contact en matière plastique empêchent les paupières de se fermer pendant l'examen. Chez l'enfant, une anesthésie générale peut être nécessaire.
On distingue trois types d’ERG, l’électrorétinographie en champ total (ERG flash), le pattern-électrorétinographie (p-ERG) et l’électrorétinographie multifocale (mf-ERG) :
- l’électrorétinographie (ERG flash), qui explore les photorécepteurs et les couches nucléaires internes de la rétine (couche de cellules intermédiaires entre les cellules réceptrices et les cellules du nerf optique) ;
- le pattern-électrorétinographie (p-ERG), qui étudie le fonctionnement des cellules ganglionnaires (les axones de ces cellules constituent le nerf optique) de la macula et de la rétine ;
- l’électrorétinographie multifocale (mf-ERG), qui permet de visualiser la rétine centrale.

## Déroulement de l'examen

### Protocole standard
En moyenne un examen dure environ 30 à 45 minutes.

#### Choix de la stimulation
C’est un flash d’une durée inférieure à 5 ms, dont le niveau lumineux est compris entre 1,5 et 3 cd s−1 m−2 (candela par seconde par mètre carré). Les stimulations lumineuses se font à l’intérieur d’une coupole de Ganzfeld (stimulation en champ total), ce qui permet d’obtenir un éclairement uniforme de la rétine.

#### Conditions de stimulations

##### Préparation initiale du sujet
L’enregistrement est réalisé sur des pupilles dilatées. Le sujet est adapté à l’obscurité durant 20 minutes afin que l’état d’adaptation de ses rétines soit stable. Cette durée est optimale pour les sujets de moins de cinquante ans ; pour ceux âgés de 50 à 80 ans, elle devrait être plus longue, de 25 à 30 minutes.
À la fin de cette période d’adaptation, le manipulateur pose les électrodes grâce à un éclairage de faible puissance pour ne pas modifier l’état d’adaptation des rétines du sujet.

##### Choix des électrodes de mesure
La mesure se fait via des électrodes actives. Trois types peuvent être utilisés :
- des électrodes sclérocornéennes posées sur les cornées après anesthésie locale : des verres de contact à usage unique (coques en PMMA (poly méthacrylate de méthyle) adaptées à la taille de l’œil) enduites d’un gel ophtalmologique anesthésiant ;
- des électrodes cutanées collées sur la peau de la paupière inférieure. Ce type d’électrodes est utilisé chez les personnes capables de garder les yeux ouverts pendant la stimulation lumineuse ;
- des électrodes posées dans le cul-de-sac conjonctival (sous la paupière inférieure) après anesthésie locale.

En plus des électrodes actives, des électrodes de référence sont placées sur le front, au cantus et au lobe de chaque oreille.

#### Procédure de stimulation
Un stimulus blanc est utilisé au début de l’examen, c’est le stimulus standard de référence.
Afin de séparer l’activité des cônes et des bâtonnets, la plupart des protocoles en France utilisent les stimulations colorées. Pour une étude sélective des cônes, on utilise un filtre rouge (au-delà d’une longueur d’onde de 630 nm) et pour les bâtonnets un filtre bleu de basse longueur d’onde (vers 409 nm).
Habituellement, 16 stimulations sont utilisées en ambiance diurne (en mode jour) à la fréquence d’une stimulation par seconde. En condition scotopique on se limite à 8 stimulations de forte intensité, espacées de deux secondes pour ne pas désadapter la rétine de l’obscurité.

### Protocole chez l’enfant
Protocole d'ERG chez l'enfant chez les plus de 4 ans : il s'agit du même protocole que chez l'adulte. Il dure un peu moins de 10 minutes, ERG pratiqué avec des électrodes cornéennes sous anesthésie locale en ambiance diurne (en mode jour) et pupilles dilatées (diamètre supérieur ou égal à 6 mm) en stimulation de type Ganzfeld (coupole du MONTTEUR OPHTALMOLOGIQUE)[pas clair].

## Résultats
Un tracé est obtenu, l'électrorétinogramme. Ce tracé permet d’analyser les réponses scotopiques et photopiques. Sont notamment étudiés le temps de réaction et les valeurs électriques extrêmes.

## Pathologies diagnostiquées
Cet examen sert à diagnostiquer des rétinopathies, c’est-à-dire des affections qui touchent la rétine. Il est utilisé lorsqu’on observe un problème visuel (cécité, nystagmus, etc.) qui ne peut être expliqué par un simple examen ophtalmologique clinique, ou encore lorsque le problème visuel ne correspond pas à l’anomalie visible en fond d’œil.
Les principales indications d'une électrorétinographie sont les maladies héréditaires de la rétine, les atteintes rétiniennes toxiques ou traumatiques, dues à la prise d'antipaludéens de synthèse ou à la présence d'un corps étranger métallique dans l'œil. De plus, dans certains cas de diabète, une électrorétinographie peut être recommandé.
Voici une liste des principales pathologies pouvant être diagnostiquées :
- rétinite pigmentaire ;
- amaurose congénitale de Leber ;
- choroïdérémie ;
- syndrome de Goldman-Favre ;
- rétinoschisis juvénile lié à l'X ;
- achromatopsie[1]
- etc.

## Qualité et limites de l'examen
Pour détecter une rétinopathie à son stade préclinique, l'électrorétinographie reste souvent employé malgré la controverse sur sa sensibilité. L’ERG traduit une réponse globale de la rétine et n’est altéré que si la lésion rétinienne est étendue : ainsi, une atteinte maculaire responsable d’une baisse d’acuité visuelle sévère peut s’accompagner d’un ERG normal. Il s’agit donc d’un examen peu sensible qui a des indications limitées.
Il peut se trouver modifié dans certains cas. Par exemple, dans le cas d’une maculopathie confirmée. En effet, les lésions sont irréversibles, stables ou susceptibles de s'aggraver après l'arrêt du traitement. Cela se traduit par des signes visuels tels que photophobie, éclairs lumineux et diminution de l'acuité visuelle. L'étude du fond d'œil révèle une pigmentation en anneau périmaculaire et l'angiographie montre une zone de destruction de l'épithélium rétinien avec fuite pigmentaire. Le champ visuel, la vision des couleurs, l'électrorétinographie ainsi que l'électrooculographie sont donc faussées.
Mais, en réalité, il n'existe pas d'examens complémentaires parfaitement fiables. Les tests les plus utilisés sont l'étude du fond d'œil et du champ visuel.
Pour réaliser cet examen, il est nécessaire d’avoir une bonne compréhension de la tâche. De plus, le sujet doit être immobile et son attention doit être mobilisée pendant les acquisitions (15 à 30 secondes par acquisition). Ces acquisitions sont multiples et la durée d’enregistrement totale est d’environ 10 minutes. Cet examen est donc difficile à mettre en place chez des patients non coopérants ou qui ont une fixation instable (maculopathies par exemple). Dans ces cas-là, on obtient des amplitudes de réponses locales du même ordre que celles du bruit de fond, rendant ainsi l’ERG non significatif et ininterprétable.

## Effets indésirables
Dans certains cas, l'ERG peut être réalisé sous anesthésie générale, par exemple pour des enfants agités, ce qui représente une grosse intervention qui peut nécessiter une hospitalisation.
De plus, malgré l'usage d'un gel de protection, les verres de contact peuvent parfois occasionner une irritation passagère qui nécessite l’utilisation d'un collyre, l'application d'une pommade ou même la pose d'un pansement oculaire.
Enfin, la dilatation des pupilles, nécessaire pour l'examen, rend dangereuse la conduite d'un véhicule pendant quelques heures (vision floue surtout de près, éblouissement). Il est donc conseillé de venir en transport public ou accompagné, car il vous sera impossible de repartir en conduisant un véhicule.
Les patients qui portent des lentilles ne doivent pas les mettre pendant les 24 heures qui précèdent et qui suivent l'examen.